# Marissa Meyerová
Marissa Meyer (* 19. února 1984) je americká spisovatelka a autorka podcastu The Happy Writer. Mezi její nejznámější díla patří bestsellerová série Měsíční kroniky, jejímž prvním dílem je také autorčina debutová kniha Cinder.

## Život
Narodila se v Tacomě ve Washingtonu a navštěvovala Pacific Lutheran University, kde získala bakalářský titul v oborech kreativní psaní a dětská literatura. Později navštěvovala Pace University a získala magisterský titul v oboru vydavatelství.
Po vystudování pracovala jako editorka knih v Seattlu, později pracovala jako typografka a korektorka knih na volné noze.
K její tvorbě ji inspirovala láska k pohádkám a seriál Sailor Moon, podle něhož také napsala a vydala fanfikci pod jménem Alicia Blade na stránku fanfiction.net. Díky tomu také objevila svou zálibu v psaní a naučila se přijímat kritiku.
V roce 2011, dva měsíce před vydáním knihy Cinder, si vzala Jesse Taylora. V roce 2015 adoptovali dvě dcery a žijí v Tacomě ve Washingtonu.

## Kariéra
K napsání Měsíčních kronik ji inspiroval online návrh na napsání pohádkové knihy, která by se odehrávala v budoucnosti. A nápad napsat právě knihu inspirovanou Popelkou k ní přišel ve snu. Jedná se o sérii knih, kde se jednotlivé díly soustředí na postavy z budoucnosti, inspirované známými postavami z pohádek, přesněji Popelkou, Červenou karkulkou, Locikou a Sněhurkou.
K napsání Cinder získala motivaci díky výzvě pro spisovatele NaNoWriMo a během jednoho měsíce napsala 150 011 slov. Později o tomto projektu uvedla, že jí zvládne vždy připomenut to nejdůležitější u psaní knih, a to lásku k tvorbě nových příběhů.
V roce 2013 dostala nabídku od Feiwel & Friends na vydání dvoudílné série inspirované Srdcovou královnou z pohádky Alenka v říši divů. Nakonec však vznikla pouze jedna kniha s titulem Bez Srdce, která byla vydána v roce 2016.
Její další dílo, Renegáti, vzniklo díky její lásce k superhrdinům a špatně přečtené ceduli, kterou jednou viděla při jízdě autem a myslela si, že je na ní napsáno “Coming soon, the Hero School.” (v češtině "Již brzy, škola pro hrdiny"). Napadlo ji tak napsat knihu o skupině superhrdinů, ale z pohledu padoucha.
Ačkoliv Marissa Meyer píše převážně fantasy knihy, v roce 2020 vydala romantickou knihu Instant Karma a v roce 2024 vydala volně navazující pokračování S trochou štěstí.
V roce 2021 se vrátila ke knihám převyprávějícím klasické příběhy a vydala knihu Zlatá, inspirovanou Rampelníkem, které se prodalo přes 9 000 kopii již první týden. V roce 2022 vyšlo pokračování Prokletá.
Také vydala knihu nesoucí název Let It Glow, na které spolupracovala s Joanne Levy.
V roce 2025 vydala knihu The Happy Writer, která má fungovat jako návod na to, jak psát a nepřijít při tom o radost, kterou to přináší. Knihu napsala jako doplněk ke svému stejnojmennému podcastu.
V 3. června 2025 vyšla v Americe kniha We Could Be Magic a v listopadu by ji měla následovat kniha The House Saphir.

## Tvorba

### Měsíční kroniky

###### Hlavní knihy
- Cinder (2011)
- Scarlet (2013)
- Cress (2014)
- Winter (2015)

###### Dodatkové
- Nejkrásnější (2015)
- Hvězdy nad hlavou (2017)
- Iko (2017)
- Iko sama sebou (2018)
- Měsíční kroniky - omalovánky (2016)
- Cinder’s Adventure: Get Me to the Wedding (2022)

### Renegáti
- Renegáti (2017)
- Protivníci (2018)
- Supernova (2019)

### Instant Karma
- Instant Karma (2020)
- S trochou štěstí (2024)

### Zlatá
- Zlatá (2021)
- Prokletá (2022)

### Nepřeložené knihy
- We Could Be Magic (červen 2025)
- The Happy Writer Book (2025)
- The House Saphir (listopad 2025)
- Let It Glow (2024)